# Ancistrus gymnorhynchus
Az Ancistrus gymnorhynchus a sugarasúszójú halak (Actinopterygii) osztályának harcsaalakúak (Siluriformes) rendjébe, ezen belül a tepsifejűharcsa-félék (Loricariidae) családjába tartozó faj.

## Előfordulása
Az Ancistrus gymnorhynchus Dél-Amerikában fordul elő. Az Orinoco torkolatvidékéhez tartozó Pao-folyómedence felső szakaszán, valamint a Yaracuy államban levő Carabobo-folyóban található meg. Venezuela egyik endemikus hala.

## Megjelenése
Ez a tepsifejűharcsafaj legfeljebb 14,2 centiméter hosszú.

## Életmódja
A trópusi édesvizeket kedveli. Mint a többi algaevő harcsafaj, a víz fenekén él és keresi meg a táplálékát. Az algaállomány visszaszorításában jelentős szerepet játszik.